# Метью Ріджвей

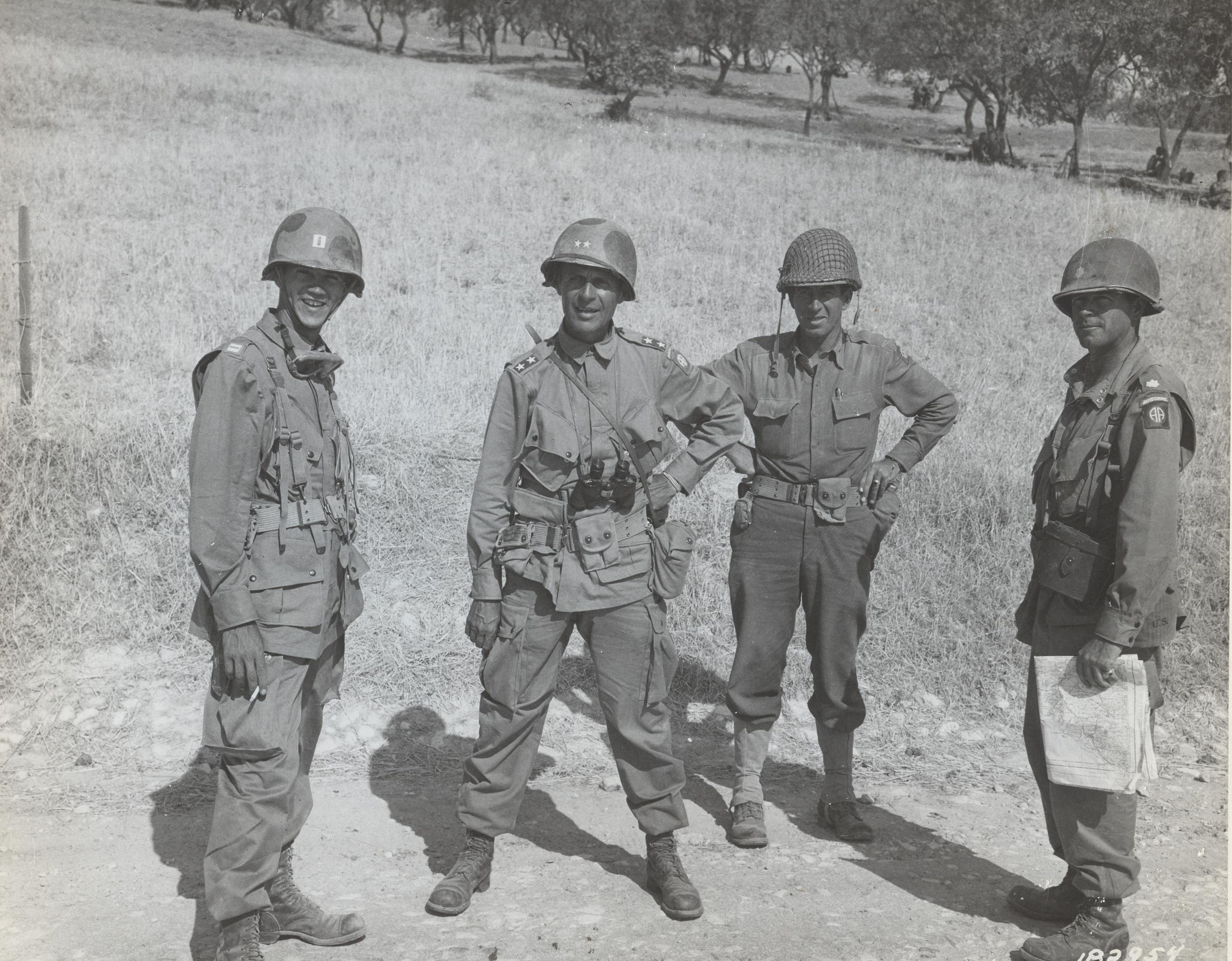
Генерал-майор М.Ріджвей під час проведення Сицилійської повітрянодесантної операції. Сицилія. 25 липня 1943

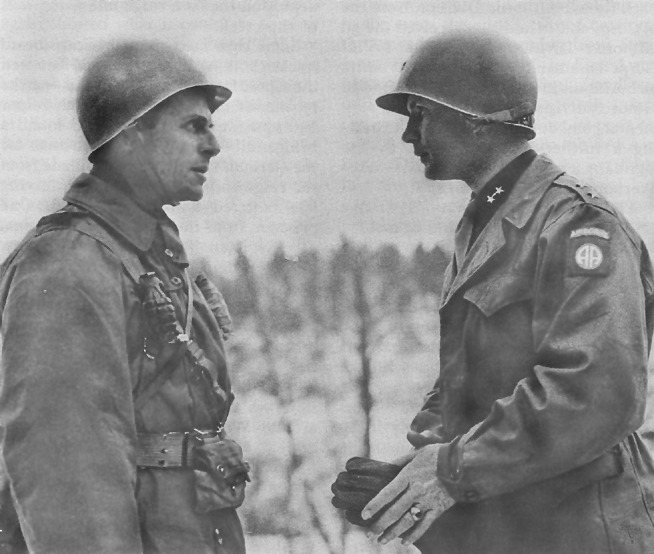
Командир XVIII повітрянодесантного корпусу генерал-майор Метью Ріджвей з командиром 82-ї пдд генерал-майором Дж. М.Гейвіном під час оборонних боїв у ході Арденнської операції. 19 грудня 1944

Ме́тью Ба́нкер Рі́джвей (англ. Matthew Bunker Ridgway; 3 березня 1895 — 26 липня 1993) — американський воєначальник, генерал Збройних сил США (1951), Верховний головнокомандувач об'єднаних сил ООН та США під час Корейської війни, командир 82-ї повітрянодесантної дивізії та XVIII повітрянодесантного корпусу під час Другої світової війни.

## Біографія

### Служба в армії
Метью Ріджвей народився у 1895 році на військовій базі у Форт-Монро, штат Вірджинія. В 1912 р. закінчив англійську вищу школу Бостона, а після завершення Вест-Пойнта в 1917 отримав військове звання лейтенанта і призначається для проходження служби в американській Армії. Через рік Ріджвей повертається до військовій академії вже як інструктор з іспанської мови.
Пізніше він продовжує навчання на курсах командирів рот у Піхотній школі армії Сполучених Штатів у Форт Беннінг, Джорджія, після завершення яких він становиться командиром роти в 15-му піхотному полку та проходить службу в Нікарагуа.
У 1930 він отримає призначення на посаду радника генерал-губернатора Філіппін. В 1935 р. успішно закінчує Командно-штабний коледж армії США у Форт Лівенворт, Канзас та в 1937 Воєнний коледж армії США, Карлайль-Барракс, Пенсільванія.
Протягом 1930-х він проходив службу на штабних посадах: помічником начальника штабу 6-го корпусу, заступником начальника штабу 2-ї армії та помічником начальника штабу 4-ї армії.
Начальник штабу Армії США генерал Джордж Маршалл призначив Ріджвея головою управління військового планування штабу Армії буквально відразу після початку Другій світовій війни в Європі в 1939, на цієї посаді він служив до січня 1942 й отримав військове звання бригадного генерала.

### Друга світова війна
У серпні 1942 Ріджвей отримва військове звання генерал-майора и по рекомендації генерала О. Бредлі призначений командиром 82-ї повітрянодесантної дивізії, яка була створена на базі 82-ї піхотної дивізії. Дивізія, що мала найбільш прославлених командирів у своєї історії: Омара Бредлі, Метью Ріджвея, Джеймса Гейвіна та Максвелла Тейлора стає першою з 5 повітряно-десантних дивізій армії США. Переформування піхотного з'єднання у повітряно-десантне вимагало чимало неймовірних зусиль та часу на проведення тренувань, тестувань, навчань та експериментів, які супроводжувалися великим ризиком.
На відміну від особового складу дивізії, Ріджвей не закінчив парашутної школи перед тим, як очолити десантну дивізію. Спочатку десантники не були в захопленні від перспективи від того, що їх командиром буде генерал-«нога» (англ. "leg"), як парашутисти називали тих, хто не пройшов курс повітрянодесантної підготовки офіцерів, й відношення до нього було відповідне. Проте, його успіхи в проведенні реорганізації піхотної частини у боєздатну повітряно-десантну не пройшли непомітними; одночасно з досягненнями в справі управління Ріджвей пройшов курс й урешті-решт отримав крила парашутиста.
У липні 1943 він брав участь у розробці плану Сицилійської повітрянодесантної операції та особисто десантувався в тил противника й керував десантом 82-ї дивізії. Під час планування вторгнення на материкову частину Італії Ріджвей був залучений до розробки плану десантування «Гігант II» з метою захвату Риму. Метью Ріджвей виступив категорично проти втілення цього авантюристичного плану в життя. Він наполягав на тому, що командування планувало здійснити висадку десантників на околиці італійської столиці, яку обороняли дві німецькі важкі дивізії. Ризикована справа була відмінена буквально за кілька годин до початку висадки.
1944 Ріджвей брав активну участь у підготовці операції «Оверлорд» — плані проведення Нормандської повітряно-десантної операції. У червні 1944 він десантується поруч зі своїми військами на півночі Франції, де протягом 33 діб очолює ведення бойових дій навколо Шербура.
У вересні цього ж року, Ріджуєй призначається командиром 18-го повітрянодесантного корпусу і керує проведенням операції із залученням десанту «Маркет-Гарден» та операцією «Версіті» (Рейнська повітряно-десантна операція) на території Німеччини, в ході якої він був поранений в плече осколками німецької гранати 24 березня 1945.
У червні 1945 року Ріджвею було присвоєне звання генерал-лейтенант. Напередодні завершення війни, Ріджвей отримує посаду керівника управління планування в штабі генерала армії Дугласа Макартура на Тихоокеанському театру воєнних дій.

### Після війни
Після завершення Другої світової війни Ріджвей був призначений на посаду заступника Головнокомандувача Об'єднаними силами США в Європі, керівником Збройних сил США на Середземному морі З 1946 до 1948 він виконує обов'язки представника Сполучених Штатів при ООН. З 1949 Ріджвей заступник Начальника штабу Армії США.

### Корейська війна
У 1950 році після раптової смерті у дорожньо-транспортній пригоді генерал-лейтенанта Волтона Вокера Ріджвей отримав найважливіше в його військовій кар'єрі призначення — він стає командувачем 8-ї армії, яка з червня 1950 року вела запеклі бойові дії в Південній Кореї проти агресії комуністичних військ північного сусіда. На той час він проходив службу в Пентагоні на посаді заступника начальника штабу армії з операцій та управління й тому, маючи сильний, динамічний та рішучий характер був у повній мірі ознайомлений з обстановкою, що склалася в ході розвитку подій в Кореї й в цілому на Далекому Сході.
Усі його особисті якості відіграли значну роль в подальших подіях. Коли генерал-лейтенант Ріджвей прийняв під своє керівництво війська армії, вона продовжувала поступово відступати під тиском переважаючих сил противника. Після проведення контрнаступальної операції об'єднаними військами ООН проти північнокорейських військ, коли перемога була так близька, союзники раптово зіштовхнулися з незчисленною армією китайських «добровольців», які прийшли на допомогу Північному комуністичному режиму й почали зазнавати одну поразку за іншою; моральний дух американських військ став дуже низьким й лише особиста непохитна сила волі, рішучий характер та яскраві лідерські якості Ріджвея в такому складному становищі продемонстрували усім зразок сучасного військового лідера, здатного кардинально впливати на моральний стан своїх підлеглих.
Іншим фактором, який сприяв успіху колишнього десантника стала його здатність знайти дипломатичні компроміси зі славнозвісним генералом Макартуром, кавалером Медалі Пошани, головнокомандувачем об'єднаними силами ООН в Кореї. Познайомившись з Ріджвеєм, Макартур у свою чергу надав йому такий широкий спектр підтримки, який він не надавав його попереднику Волтону Волкеру. Після того, як Ріджвей прибув в Токіо на Різдво 1950 року для обговорення оперативної ситуації з Макартуром, той наполягав на тому, щоб командувач 8-ю армією виконував завдання так, як це бачить головнокомандувач. Макартур наполягав на поступовому відході військ на завчасно підготовлені позиції та на максимально довгому утриманні військами столиці Південної Кореї — Сеула, в той же час не допускаючи оточення їх північнокорейцями. Проте знаючи свій рішучий норов, Ріджвей запитав, як головнокомандувач відреагує на те, якщо він прийматиме рішення за своїм розумінням, виходячи із ситуації, яка склалася. На що Мак-Артур відповів: «Восьма армія твоя, Мет. Роби, як ти вважаєш краще.»
Прийнявши практично розбиту армію під своє керівництво, Ріджвей перш за все розпочав з повернення впевненості солдатів у власні сили. Для виконання цього він вжив рішучих заходів щодо заміни командирів частин та з'єднань, які були деморалізовані та були схильні тільки до відступу на стійкіших й здатних продовжувати активні наступальні бойові дії. Незважаючи на постійні нападки та критику Ріджвей провів швидку ротацію командирів на тих, хто поділяв його погляди на ведення подальших дій й також швидко позбавлявся від тих, хто був не здатний продовжувати керувати своїми формуваннями. Наприклад, він був присутній під час одного з перших своїх брифінгів у штабі І-го корпусу де йшли запеклі дебати про планування оборонних дій та відступу. Наприкінці зустрічі, Ріджвей запитав у переполоханого штабу — які наступальні плани на перспективу має запропонувати цей штаб, на що начальник G-3 (оперативне управління) здивовано відповів: ми взагалі не розглядаємо таких планів. Через кілька днів І-й корпус вже мав іншого начальника оперативного управління: штаб зрозумів — Ріджвей вимагає рішучих дій. Паралельно він почав заміну командирів тих дивізій, хто командував протягом останніх шести місяців своїми військами й був вже морально виснажений.
Ріджвей віддав наказ командирам усіх ступенів про те, щоб вони більше часу проводили з військами на передовій, а не в тиші командних пунктів. Впевненість воїнів в себе зміцнювалася, коли солдати бачили своїх командирів поруч із собою під вогнем противника й розуміли, що вони не забуті на цій війні. Усі ці позитивні кроки командування різко змінили становище в армії. Невдовзі моральний дух військ став швидко підніматися.
Зі вступом Китаю у цей конфлікт, сутність корейської війни суттєво змінилася. Політичне керівництво країн-союзників докладало усіх зусиль намагаючись не допустити поширення війни за межі Корейського півострову, не дозволяючи проводить бомбардування баз постачання китайської армії розташованих на території самого Китаю, а також його мостів через річку Ялу. Таким чином, американська армія була змушена зважати на певні політичні фактори, вести обмежені бойові дії й не проводити виключно наступальною при проведенні своїх операцій. Врешті-решт наступ північнокорейської армії при підтримці китайських добровольців був поступово зупинений 8-ю армією під керівництвом генерал-лейтенанта Ріджвея и остаточно припинений в битвах при Чіпіонг-ні та Вонью. Навесні 1951 р. генерал повів свою армію в контрнаступальну операцію.
Коли у квітні 1951 року генерал армії США Дуглас Макартур був звільнений Президентом США Гаррі Труменом з посади головнокомандувача об'єднаними силами ООН, Ріджвей був підвищений до рангу повного генерала й прийняв на себе його повноваження.
Багато військових істориків визнавали Ріджвея як прославленого воєначальника, чиї лідерські якості дозволили не лише зупинити наступ переважаючих сил противника та відновити здатність 8-ї армії вести наступальні дії, а й урешті-решт звільнити територію Південній Кореї, відкинути противника за 38-му паралель, переможно завершити цю війну. Проте, в той же час Ріджвей був неодноразово розкритикований за його наказ своїм частинам відкривати вогонь по цивільних особах з метою заборони їх переміщення в смузі ведення бойових дій.

### Начальник штабу армії США
У травні 1952 р., прямо з Кореї, Ріджвей призначається на посаду Верховного Головнокомандувача Об'єднаними Збройними силами в Європі (англ. Supreme Allied Commander, Europe) (SACEUR), змінивши на цієї посаді генерала армії Дуайта Ейзенхауера, який вступав у гонку за президентське крісло. Проте, він швидко розчарувався в інших військових лідерах країн-союзників, будучи не в змозі знайти компроміс у вирішенні післявоєнних проблем Європи й урешті-решт повернувся в Сполучені Штати на посаду Начальника штабу армії США.
Після обрання Ейзенхауера на пост Президента країни, той запросив поради Ріджвея щодо доцільності залучення американських збройних сил у війну в Індокитаї для підтримки Франції. Ріджвей підготував дуже точний прогноз розвитку подій при умовах участі американців в цьому збройному конфлікті й надав дані, скільки людських втрат та грошей спричинить ця війна. Інформація змінила наміри Президента на його погляди щодо залучення американських військ у конфлікті, але після цього відношення проміж двома славетними воєначальниками, які ще з часів Другій світовій війни були відмінними, почали ускладнюватися й зазнали серйозних випробувань, з міркувань Ейзенхауера узяти участь в інтервенції у В'єтнамі. Результатом цього вчинку зрештою стала відставка Ріджвея з посади начальника штабу армії, яку одержав у спадщину його бойовий товариш — командир 82-й повітрянодесантної дивізії за часів війни в Європи генерал Максвелл Д.Тейлор.
На думку багатьох військових аналітиків жорстка позиція Ріджвея на посаді начальника штабу армії з приводу ймовірної інтервенції американців у В'єтнамській війни дозволила відкласти її щонайменше на 10 років й зберегла життя багатьох солдатів.

### Звільнення
Через незгоду з позицією адміністрації Ейзенхауера Ріджвей був змушений звільнитися з військовій служби раніше визначеного строку. Він звичайно залишався у повній впевненості, що все своє життя служив своєї Батьківщині не шкодуючи сил. Через рік відставний генерал випустив автобіографічний роман, «Солдат, Спогади Метью Ріджвея».
Помер Ріджвей у віці 98 років в березні 1993 року він серцевого нападу у своєму будинку в Пітсбурзі, штат Пенсільванія.

## Нагороди
Генерал Ріджвей був нагороджений багатьма військовими нагородами, у тому числі:
- Хрест «За видатні заслуги» з дубовим листям;
- Медаль «За видатні заслуги» з трьома дубовими листами
- Срібна Зірка з дубовим листям
- Легіон Заслуг з дубовим листям
- Бронзова Зірка з «V» значком та дубовим листям
- Пурпурне серце
- Значок парашутиста
- Президентська медаль Свободи
- Золота медаль Конгресу

Ріджвей також був на обкладинці журналів «Лайф» (англ. LIFE Magazine) 30 квітня 1951 та 12 травня 1952 та «Тайм» (англ. TIME Magazine) 5 березня 1951 та 16 липня 1951.

## Цікаві факти
У Кореї за свою звичку завжди ходити у повному екіпіруванні й носити з собою ручні гранати на рівні грудей він отримав від солдатів прізвисько «Старі Залізні Груди».